# Avaldsnes
Avaldsnes är en tätort och var även platsen för en kungsgård i Karmøy kommun i Rogaland fylke i västra Norge.
Avaldsnes har ett stratiskt läge invid Karmsundet och har lämnat rika fynd från såväl bronsålder som järnålder.
Bygget av Avaldsnes kyrka i gotik påbörjades under 1200-talet. I närheten av kyrkan påträffades 1834 Norges rikaste grav från romersk järnålder (omkring 300 e. Kr.). Graven innehöll bland annat ett hemmoor-kärl, en vinskopa med sil och ett bronsbäcken, alla av romersk tillverkning.
Avaldsnes kom även att ge namn till den tidigare kommunen Avaldsnes, vars område numera är delat mellan Karmøy och Tysværs kommuner.